# 貞包みゆき
貞包 みゆき（さだかね みゆき、1972年4月15日 - ）は、山口県下関市出身のフリーアナウンサーである。ホリプロアナウンサー室所属。既婚。

## 来歴
- 1991年、山口県立下関西高等学校を卒業した。
- 1996年、早稲田大学人間科学部卒業後、日本航空に客室乗務員として入社した。国際線に乗務し、1998年5月に退社した。
- 日本テレビイベントコンパニオンとして、スポーツうるぐすのうるぐすガールを2年間務めた。
- 1998年7月よりカモンFM（コミュニティエフエム下関）のパーソナリティを担当（ミユキ名義）した。
- 1999年NHK北九州放送局に契約キャスターとして入局した。主に昼のテレビ情報番組や夕方のラジオニュースなどを担当した。2002年3月、契約期間満了で退局し、上京した。ホリプロに入る。
- 桜美林大学の社会人大学院に通い、「日本語教育学修士」号を取得した。
- 一時期、芸能人女子フットサルチーム「XANADU loves NHC」に所属していた。
- 2014年10月24日のブログで結婚を報告した。
- 2015年7月25日、第1子の男児を出産した[1]。

### エピソード
- 早稲田大学では、アカペラサークル“Street Corner Symphony”に所属していた。ゴスペラーズと同期である。
- 「貞包みゆき」が「裸で水着」と聞こえるということを、自分でネタにしたことがある[2]。
- バストサイズはEカップ。
- 『マヨブラ流』最終回では天津 木村のコーナー「吟じます」をジャックし、自作の詩吟を吟じた[3]。
- マネージャーは鉄道ファンの南田裕介。

## 出演

### NHK時代
- ラジオニュース650
- ニュースリポート
- ニュース600
- おはようサタデー九州・沖縄
- 西日本の旅 （リポーター）

### フリー転身後

#### テレビ
- ブラマヨ・チュートのまる金TV （2007年4月 - 2008年3月、読売テレビ） アシスタント
- マヨブラ流 （2008年4月 - 2009年3月、読売テレビ） アシスタント
- クギづけ 投稿動画ハイスクール（2008年10月 - 2009年3月、日本テレビ） ナレーター
- ココリコミリオン家族 （テレビ東京)
- 芸人魂!ガチレース （朝日放送）
- 志村屋です。 （フジテレビ）
- くちコミ☆ジョニー! （日本テレビ）
- 中国・四国ふるさとタイム（にっぽんケーブルチャンネル、2012年10月 - ）

#### ラジオ
- スポーツキャッチ! （2003年10月 - 、JFN） アシスタント
- 小堺一機のサタデーウィズ （2004年10月 - 2006年9月、TBSラジオ） アシスタント
- ラ・フォル・ジュルネの旅 （2006年11月 - 2007年3月、TBSラジオ） アシスタント
- 阿部重典のアットマーク （2007年10月 - 2008年3月、茨城放送） 火曜アシスタント
- 夕刊ほっと （2008年4月 - 2009年3月、茨城放送）火曜アシスタント
- 世の中面白研究所 (2009年5月 - 、NHKラジオ第1放送)  研究員
- サントリー・サタデー・ウェイティング・バー (2009年10月 - 、TOKYO FM)
- 夕やけ寺ちゃん 活動中（2010年10月 - 2012年12月26日まで、文化放送）水曜アシスタント

#### 映画
- 誰も守ってくれない （東宝・フジテレビジョン）
- 踊る大捜査線 （東宝・フジテレビジョン）
- ジーン・ワルツ （東映)

#### CM
- 永谷園